# We’re Almost There
A We’re Almost There című dal az amerikai Michael Jackson első kislemeze a Forever, Michael című albumról, mely az énekes utolsó nagylemeze volt a Motown Records gondozásában.
Ahogy Jackson hangja elkezdett mutálni, a Motown nehezen találta meg a 16 éves fiúnak a megfelelő anyagot. A Holland testvérek, Brian és Edward Jackson korának megfelelő dalokat kezdtek el írni és komponálni, így született meg a Just a Little Bit of You című dal. A We’re Almost There az 54. helyezést érte el a pop kislemezlistán, és a 7. helyet az R&B listán. A Just a Little Bit of You és a We’re Almost There az utolsó két dal a Motown kiadásában, bár a dalt 1984-ben a Motown újra megjelentette 7 és 12-es lemezen is. A dalt 2010-ben a Wu-Massacre nevű hip-hop csapat Our Dreams című számában dolgozta fel.

## Megjelenés
7"  Hollandia Tamla Motown – 5C 006-96383
- A	We're Almost There	3:33
- B	Take Me Back	3:29

12"  Egyesült Királyság Tamla Motown – 12TMG 977
- A	We're Almost There	3:33
- B	We've Got A Good Thing Going	2:59

## Slágerlista
| Slágerlista (1975)              | Legjobb helyezések |
| ------------------------------- | ------------------ |
| Brit kislemezlista              | 46                 |
| Billboard Hot 100               | 54                 |
| Billboard Hot R&B/Hip-Hop Songs | 7                  |